# Bovril (rundvleesextract)

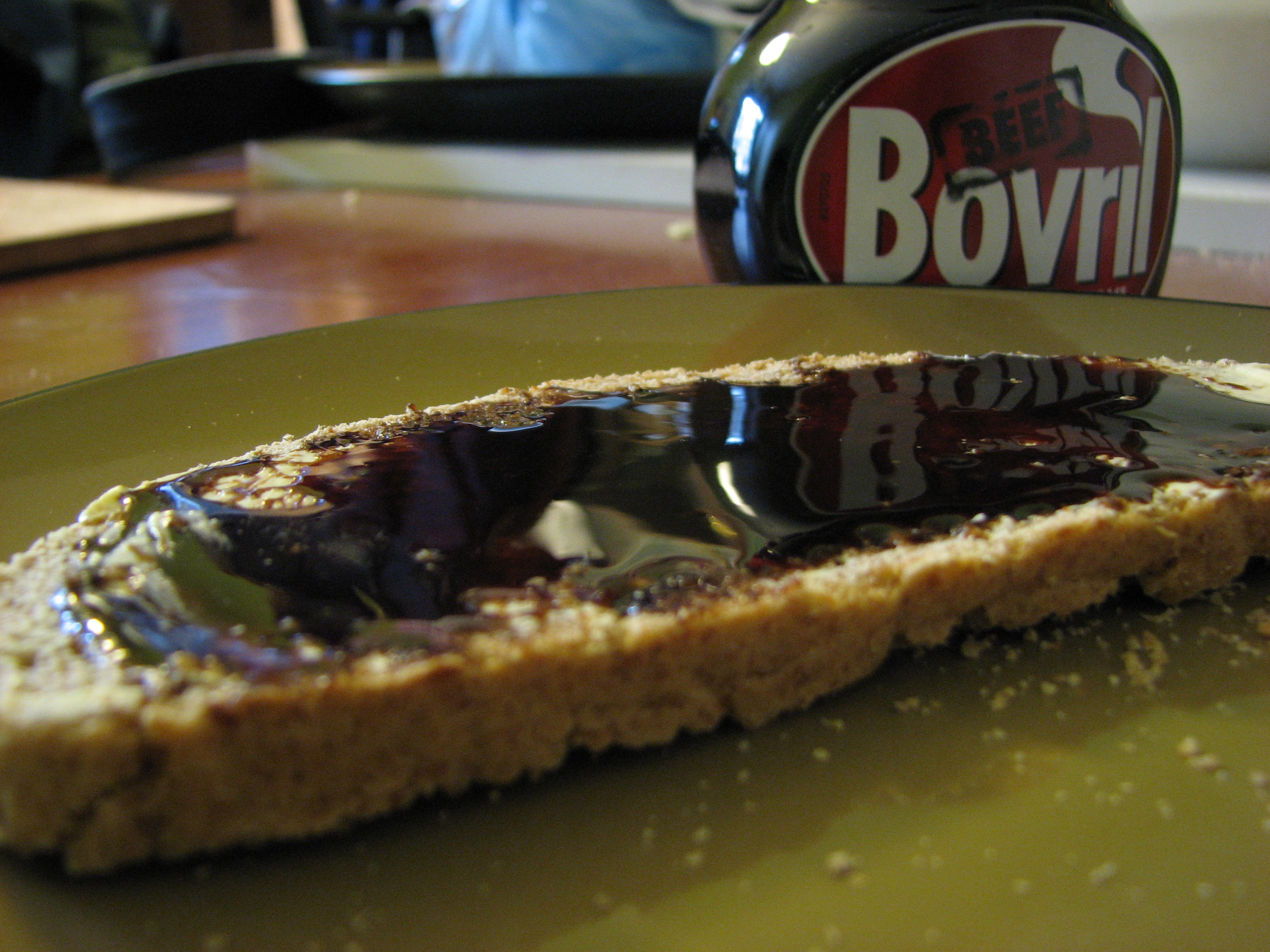

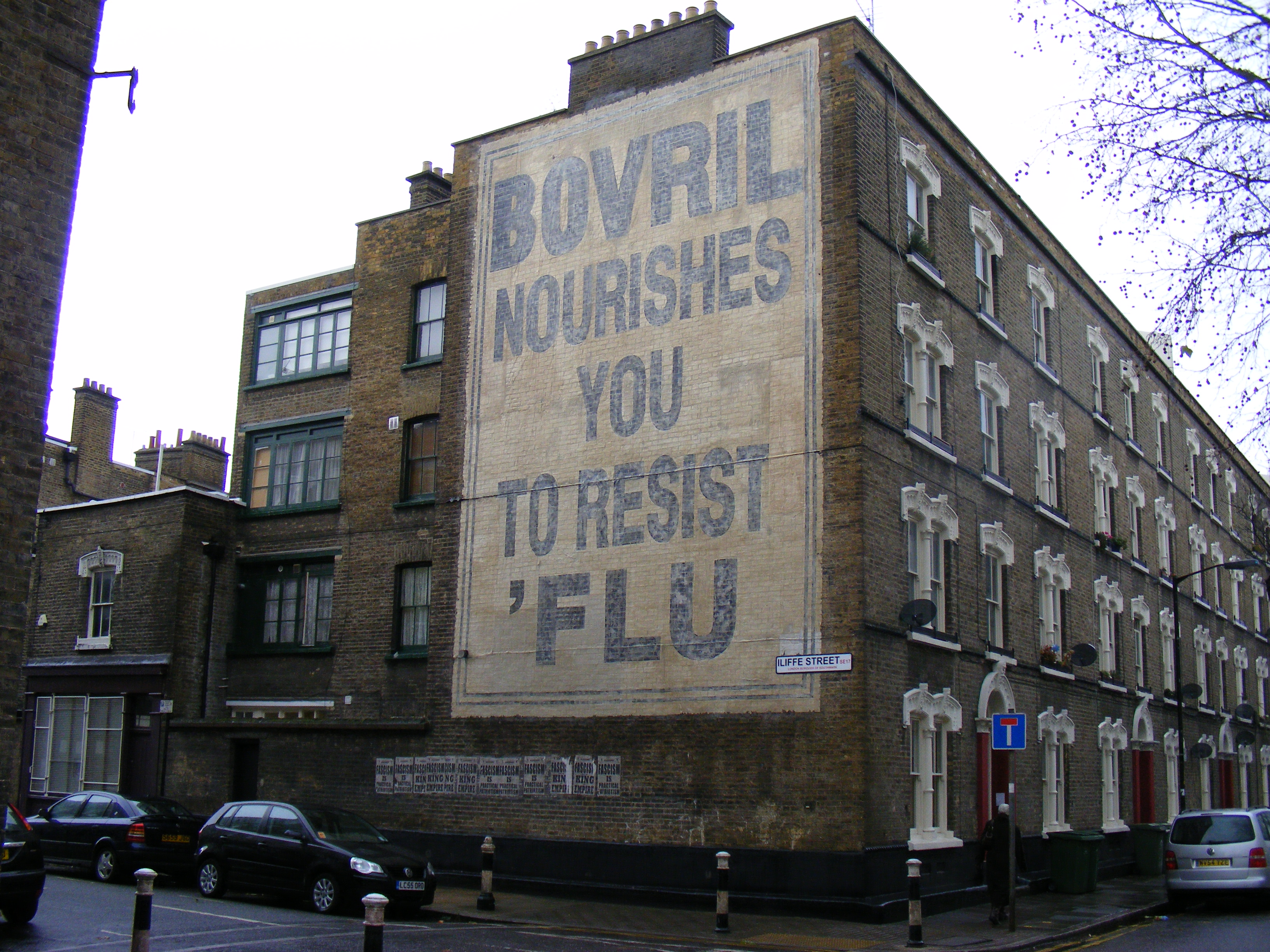
'Bovril geeft weerstand tegen griep'
oude reclameboodschap

Bovril is een rundvleesextract in pastavorm dat vooral gebruikt wordt ter bereiding van drinkbouillon. Als smaakmaker toevoegen aan soepen en sauzen is een andere toepassing, en soms wordt het door de pap gedaan of op geroosterd brood gesmeerd. Het is een traditioneel Brits voedingsmiddel.
In 1870 zou het "vloeibare vlees" als lang houdbaar rantsoen voor het Franse leger in de Frans-Duitse Oorlog zijn uitgevonden door de Schot John Lawson Johnston, maar al in 1865 ontwikkelde de Duitse chemicus Justus von Liebig een procedé om  een extract te vervaardigen uit de grote Australische vleesoverschotten. In 1889 werd de Bovril Company opgericht.
Vleesextract wordt verkregen door grote hoeveelheden vleesresten die verder niet bruikbaar zijn in water te koken en in te dikken. Hoofdbestanddelen van Bovril zijn 43% rundvleesextract en 24% gistextract. Het product is ook verkrijgbaar in de vorm van bouillonblokjes. Verder is er Bovril met kipextract als basis. Het wordt verpakt in een bolvormig bruin glazen potje. De huidige fabrikant is Unilever.